# Талисман дьявола
«Талисман дьявола» (англ. Talisman) — фильм ужасов 1998 года от режиссёра Дэвида Декото. Премьера фильма состоялась два года спустя после его выхода — 27 марта 2000 года.

## Сюжет
Для того, чтобы пробудить вечное зло чёрным ангелом Териэлем были выбраны маленькие мальчик и девочка. Они служат своеобразным орудием в руках ангела. Для того чтобы открыть ворота в ад должно быть совершено семь человеческих жертвоприношений. В это самое время мальчик Джейкоб приезжает в частную школу в Восточной Европе и заселяется в комнату, где проживает чернокожий мальчик. Вскоре он узнаёт что по причине отчисления из школы уехало несколько мальчиков, но вскоре выясняется что причиной тому было не отчисление, а убийство их тем самым чёрным ангелом. Но вскоре выясняется ещё более интересная вещь — Джейкоб уже встречался с этим чёрном ангелом, когда тот убил его родителей.

## В ролях
- Уолтер Джонс — Джейкоб
- Константин Барбулеску — чёрный ангел

## Факты
- Дэвид Декото снял этот фильм под псевдонимом Victoria Sloan.